# ハンター・リム
ハンター・リム（Hunter Lim、2003年7月14日 - ）は、オーストラリア出身のラグビーユニオン選手。

## 略歴
オーストラリアのSt.ジョセフズナジーカレッジを卒業。
レッズU19、ブラザーズRCを経て、2023年、静岡ブルーレヴズに加入。
2025年5月、静岡ブルーレヴズを退団。